# Petar Mišić
Petar Mišić (sinh ngày 24 tháng 7 năm 1994) là một cầu thủ bóng đá người Croatia hiện tại thi đấu cho FC Aarau.

## Sự nghiệp
Mišić vượt qua hệ thống trẻ Cibalia Vinkovci và được đẩy lên đội một đầu mùa giải 2012-13. Sau màn trình diễn ấn tượng cho Cibalia, anh đồng ý chuyển đến Dinamo Zagreb. Sau khi gia nhập Dinamo anh được cho mượn đến Lokomotiva cho mùa giải 2013-14.